# Jaime Bergman
Jaime Bergman (ur. 23 września 1975 r. w Salt Lake City w stanie Utah, USA) – amerykańska modelka i aktorka.

## Życiorys
W styczniu 1999 roku znalazła się na rozkładówce magazynu Playboy; rok później jej wizerunek zdobił okładkę lipcowego wydania pisma. W 1999 roku także jako jedna z pierwszych zagranicznych modelek reklamowała niemieckie piwo St. Pauli Girl.
W latach 2000–2002 występowała w roli B. J. Cummings w serialu telewizyjnym Howarda Sterna Nagi patrol, będącym parodią legendarnego Słonecznego patrolu.
24 listopada 2001 roku poślubiła Davida Boreanaza – aktora, odtwórcę tytułowej roli w serialu Anioł ciemności. 1 maja 2002 roku urodził im się syn, Jaden Rayne; a 31 sierpnia 2009 roku córka Bardot Vita.